# 3C busz (Zalaegerszeg)
A zalaegerszegi 3C jelzésű autóbusz a Kovács Károly tér és Pózva között közlekedik. A vonalat a Volánbusz üzemelteti.

## Útvonala
| Pózva, Külsőkórház felé | Vasútállomás felé |
| --- | --- |
| Kovács Károly tér vá. – Kovács Károly tér – Batthyány Lajos utca – Kaszaházi út – Pózva utca – 7328-as út – Doktor Jancsó Benedek utca – Pózva, Külsőkórház vá. | Pózva, Külsőkórház vá. – Doktor Jancsó Benedek utca – 7328-as út – Pózva utca – Kaszaházi út – Batthyány Lajos utca – Kazinczy tér – Széchenyi tér – Kossuth Lajos utca – Zrínyi Miklós utca – Vasútállomás vá. |
| Autóbusz-állomás felé | |
| Pózva, Külsőkórház vá. – Doktor Jancsó Benedek utca – 7328-as út – 74-es főút – Balatoni út – Stadion utca – Autóbusz-állomás vá.                               | |

## Megállóhelyei
| 0 | Kovács Károly tér induló végállomás (↓) | ∫  |                                                                                             |                                                                 |
| ∫ | Vasútállomás érkező végállomás (↑)      | 10 | 1, 1U, 1Y, 3, 3Y, 4, 4A, 4E, 4U, 4Y, 5U, 9U, 10, 10Y, 11, 11A, 11Y, 41, C2, C4 Zalaegerszeg |                                                                 |
| ∫ | Gyógyszertár (Kossuth utca)             | 9  | 1, 1U, 1Y, 3, 3Y, 5U, 8, 8C, 8E, 9U, 11, 11A, 11Y, 24, 41                                   |                                                                 |
| ∫ | Széchenyi tér                           | 8  | 1, 1U, 1Y, 3, 3Y, 5, 5C, 5U, 5Y, 8, 8C, 8E, 9U, 11, 11A, 11Y, 24, 41                        |                                                                 |
| 5 | GARTNER Kft.                            | 3  | 3, 3Y                                                                                       |                                                                 |
| ∫ | Autóbusz-állomás érkező végállomás (↑)  | ∫  | 10                                                                                          | 1A, 2, 2A, 2Y, 5, 5C, 5Y, 9E, 10E, 24, 26, 30, 30A, 30C, 41, C5 |
| ∫ | Vízmű (Zalavíz Zrt.)                    | ∫  | 5                                                                                           | 2, 2A, 2R, 2Y, C2                                               |
| 7 | Pózva, Külsőkórház bejárati út          | 2  | 2                                                                                           | 3, 3Y                                                           |
| 9 | Pózva, Külsőkórház végállomás           | 0  | 0                                                                                           | 3, 3Y                                                           |